# 2,4-Дихлорфеноксиуксусная кислота
2,4-Дихлорфеноксиуксусная кислота (сокращённо 2,4-Д) — производное феноксиуксусной кислоты, гербицид из группы синтетических ауксинов. Он был разработан American Chemical Paint Co. в 1945 году и структурно связан с дихлорпропом. На данный момент он производится многими химическими компаниями, поскольку срок патента на него давно истёк.

## История
В 1940-м году, в США, в городе Вестпорт штата Коннектикут, в лаборатории химической компании Си Би Долдж, Роберт Покорни в ходе опытов получил два новых неизвестных ранее соединения, одно из которых 2,4-дихлорфеноксиуксусная кислота или проще 2,4-Д. 
Летом 1941 года Роберт опубликовал короткую заметку в журнале Американского Химического Общества, в которой описал химический синтез 2,4-Д. Сам первооткрыватель не имел полного представления о свойствах открытых им соединений.
В 1942 году соединения, полученные Р. Покорни классифицировали и отнесли к гормоноподобным веществам, тогда же появились упоминания о 2,4-Д как о регуляторе роста растений. Были написаны статьи о положительном влиянии 2,4-Д на корни обработанных растений. "Дюпон Де Немур" запатентовал 2,4-Д в качестве регулятора роста. 
В 1946 году в США за коммерциализацию нового гербицида на основе перспективного соединения взялось несколько компаний, в том числе «Америкэн кемикал пэйнт Ко» и «Дау Кемикал». На рынке пестицидов появились препараты «Weed Killer» (дословно в переводе — убийца сорняков) и «Weedone» — что можно перевести как «решённый вопрос с сорняком». Гербициды на основе 2,4-Д быстро получили распространение среди фермеров США. Гербицид производился в больших количествах. Только за первый год продаж компания «Дау Кемикал» увеличила объёмы производства 2,4-Д без малого в 20 раз.

## Производство
2,4-Дихлорфеноксиуксусную кислоту можно синтезировать в результате реакции 2,4-дихлорфенола с монохлоруксусной кислотой в присутствии гидроксида натрия.  Кроме того, он может быть получен путем хлорирования феноксиуксусной кислоты. В результате синтеза образуется ряд загрязняющих веществ, в том числе ди-, три- и тетрахлордибензодиоксины и N-нитрозамины, а также монохлорфенол.

## Характеристики
2,4-Дихлорфеноксиуксусная кислота — летучее белое твёрдое вещество без запаха, которое очень плохо растворимо в воде. Главным образом попадает в организм, всасываясь через кожу и покидает его в течение нескольких дней в не разложившемся виде вместе с мочой. В больших дозах приходит к повреждению нервной системы.

## Использование

### Гербицид
2,4-Д используется в качестве селективного гербицида против двудольных широколистных сорняков на посевах зерновых, насаждениях плодовых деревьев, лугах и газонах. В частности, он действует против маревых, амарантовых, крестоцветных и чертополоха. Большинство злаковых относительно устойчивы к его действию. Многие из ныне разрешенных препаратов 2,4-Д предназначены для применения против сорняков на декоративных лужайках и газонах. Наряду с другими гербицидами препаратами они часто содержат дикамбу, а также удобрения.

## Научная практика
Начиная с 1962 года 2,4-Д используется в лабораториях в качестве добавки в питательных средах для выращивания культуры растительных клеточных, например в среде Мурасиге-Скуга. Здесь он играет роль фитогормона (поддержание каллусной индукции) гормона.
Некоторые ученые также экспериментируют с замачиванием томатов в 2,4-Д, используя это как способ замедления их созревания после сбора.

## Военное использование
Во время войны во Вьетнаме эфиры 2,4-дихлорфеноксиуксусной кислоты были компонентом дефолиантов агент пурпур и агент уайт. Н-бутиловые эфиры 2,4-Д и его структурного аналога 2,4,5-трихлорфеноксиуксусной кислоты (2,4,5-T) в соотношении 1:1 составляли основу дефолианта агента оранж. Хотя 2,4-Д и содержал следовые количества ядовитых диоксинов, однако здесь преобладают сравнительно малотоксичные продукты побочных реакций, такие как 2,7-дихлордибензодиоксин и 2,8-дихлордибензодиоксин. Основной вред исходил от агента оранж, который был загрязнён высокотоксичным и канцерогенным 2,3,7,8-тетрахлордибензодиоксином, побочным продуктом синтеза 2,4,5-T.

## Влияние на здоровье
Международное агентство по исследованию рака в 2015 году классифицировало 2,4-Д как «возможно канцерогенный» (группа 2B)
Мужчины, которые работают с 2,4-Д подвергаются опасности образования неправильно сформированных сперматозоидов и как следствие бесплодия; степень риска зависит от количества, длительности воздействия и других факторов.